# Kraonige Zwaone
De Stichting Huissens Carnavalsgezelschap De Kraonige Zwaone is een Nederlands carnavalsgezelschap uit Huissen, na de Tweede Wereldoorlog opgericht in 1955.

## Ontstaan
Vastenavond of carnaval wordt al eeuwenlang in Huissen gevierd. Zo is bekend dat al in 1642 een vastenavondsviering, met dragen van maskers en ganstrekken, door de protestantse ambtsman van het katholieke Huissen werd verboden. Dat hielp niet en dit verbod is gevolgd door meldingen van verboden in de daaropvolgende decennia. Ook zijn er meldingen van vastenavondsvieringen in de negentiende eeuw en de eerste helft van de twintigste eeuw. 
Tot de oprichting van een carnavalsvereniging kwam het niet en de vastenavondsvieringen stuitten op veel weerstand bij de geestelijkheid. In de jaren vijftig groeide de behoefte aan georganiseerd carnaval. In 1952 was er met “Prins Jaonus Kwastelorum” voor het eerst sprake van een prins. In 1954 kwam het tot de oprichting van een vereniging, de *Foekepot*. Op 11 november 1954 volgt nog Prins Hubertus Kwastelorum II (Huub Klaasen) maar lang houdt de vereniging het niet uit. CV De Foekepot had niet de sympathie van het gemeentebestuur, de lokale geestelijkheid en de plaatselijke notabelen.
Met steun van het gemeentebestuur en de geestelijkheid werd deze vereniging in 1955 voortgezet in De Kraonige Zwaone. De vereniging ontleed zijn naam aan de zwaan, dat dan al eeuwenlang het symbool van Huissen is. De nieuwe vereniging pakt meteen groot uit met een optocht. Kees Berendsen wordt als Prins Corneel Lohengrin d’n Schilderèchtige de eerste prins van de Kraonige Zwaone en de derde prins van Huissen.
Het gezelschap werd in 1959 juridisch omgevormd in een stichting.

## Huissens Carnaval en de Kraonige Zwaone
De Kraonige Zwaone koos, geïnspireerd door het Rijnlandse verleden van de stad, voor een Rijnlandse invulling van het Huissens carnaval.  Net zoals in Düsseldorf werd de term helau in plaats van alaaf gebruikt. Vanaf 1961 werd de streektaal consequent gebruikt in publicaties, buuts en liedjes.
Ook zijn de in andere gebieden traditionele carnavalskleuren van geel, groen en rood niet aanwezig in Huissen, daar worden de kleuren van de stad rood en wit gebruikt. Verder is de zwaan in symboliek overal aanwezig, dit omdat de zwaan het symbool van Huissen is.

## Organisatie
Het gezelschap heeft een bestuur. Elke drie jaar wordt door het bestuur als keurvorsten een Prins gekozen met twee Prinsessen. Zij vormen samen met de hofmaarschalk het hof. De zittingen van het gezelschap worden voorgezeten door een president, die aan het hoofd staat van de Raod van Elf.
Het gezelschap kent daarnaast de Prinsegarde met elf danseressen, de Prinsenträöters als muzikanten, de Slubkes als koor en een aantal buutreedners, verenigd in het Buutreednersgilde Filippus Neri. Ondersteuning wordt geboden door de Hoftimmerluj. 
Jaarlijks wordt huis aan huis de carnavalskrant 't Blèk verspreid, vanaf 1961 grotendeels in het dialect. Het gezelschap is ook verantwoordelijk voor vier uitgaven van Huissen zoas 't zing'en täötel oftewel 't Rooie Bükske met zowel liedjes als een woordenboek van het Huissens dialect.

## Activiteiten
De stichting organiseert onder andere onderstaande activiteiten:
- Openingsbal: Interne opening van het carnavalsseizoen georganiseerd op de eerste zaterdag na het openen van het carnavalsseizoen op de “elfde van de elfde”. Eens in de drie jaar wordt tijdens het openingsbal de door de keurvorsten aangewezen prins onthuld.
- Pronkzitting: zitting met dans, muziek en buuts georganiseerd een aantal weken voorafgaand aan het carnaval.
- Wievebal: de voortzetting van het traditionele Ouwewievebal.
- De drie dolle dagen: de carnavalsviering op de drie carnavalsdagen met o.a. op zondag de carnavalsoptocht, op maandag het fruusjoppen en op dinsdag het kindercarnaval.

## Beelden
Het gezelschap schonk ter gelegenheid van zijn jubilea een aantal keren beelden aan de gemeenschap, waaronder de Krössel uit 1966 en de Zwaon uit 1977. Met name de Zwaon is een bekend beeld in Huissen geworden.

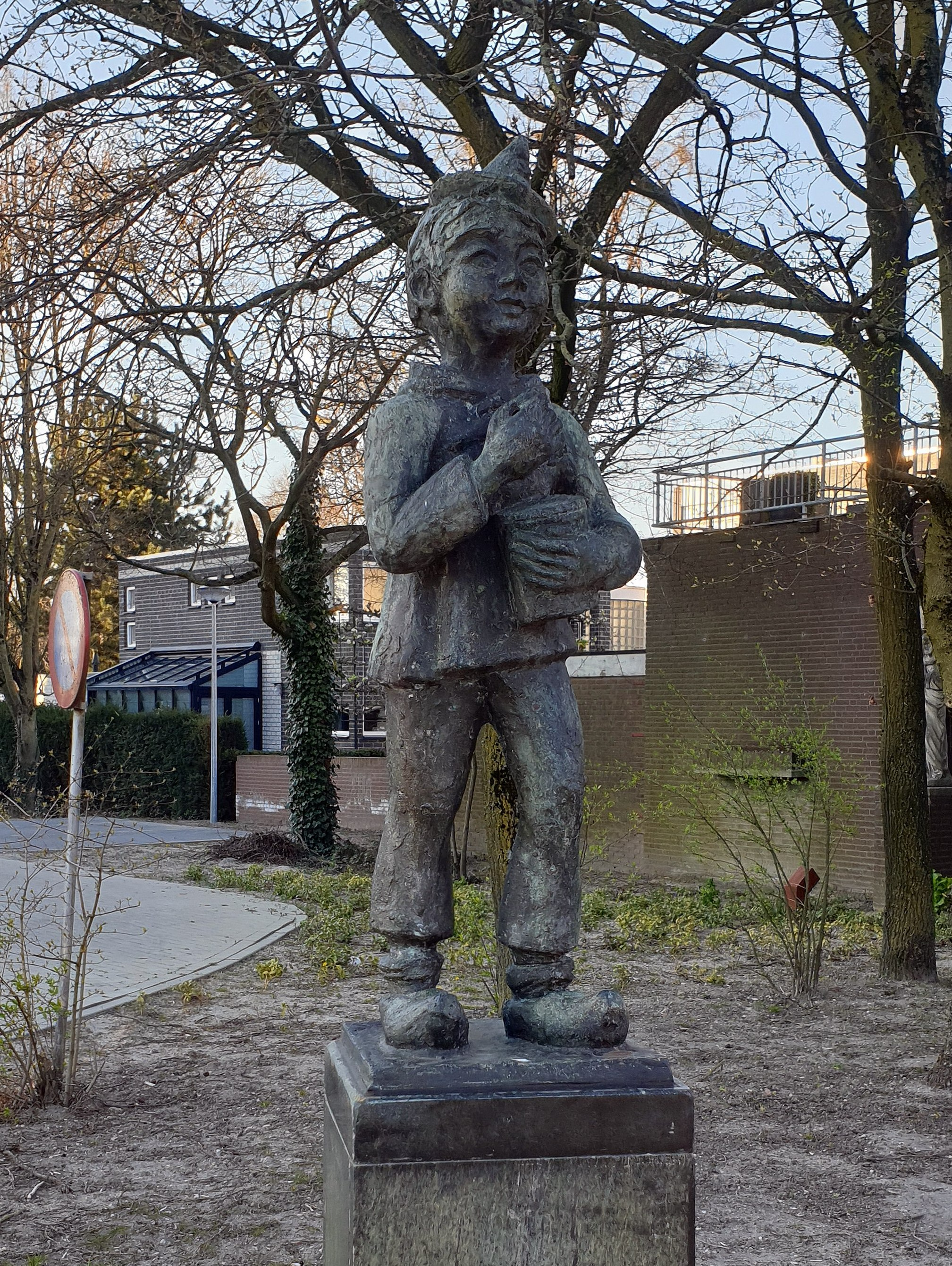
De krössel, 1966
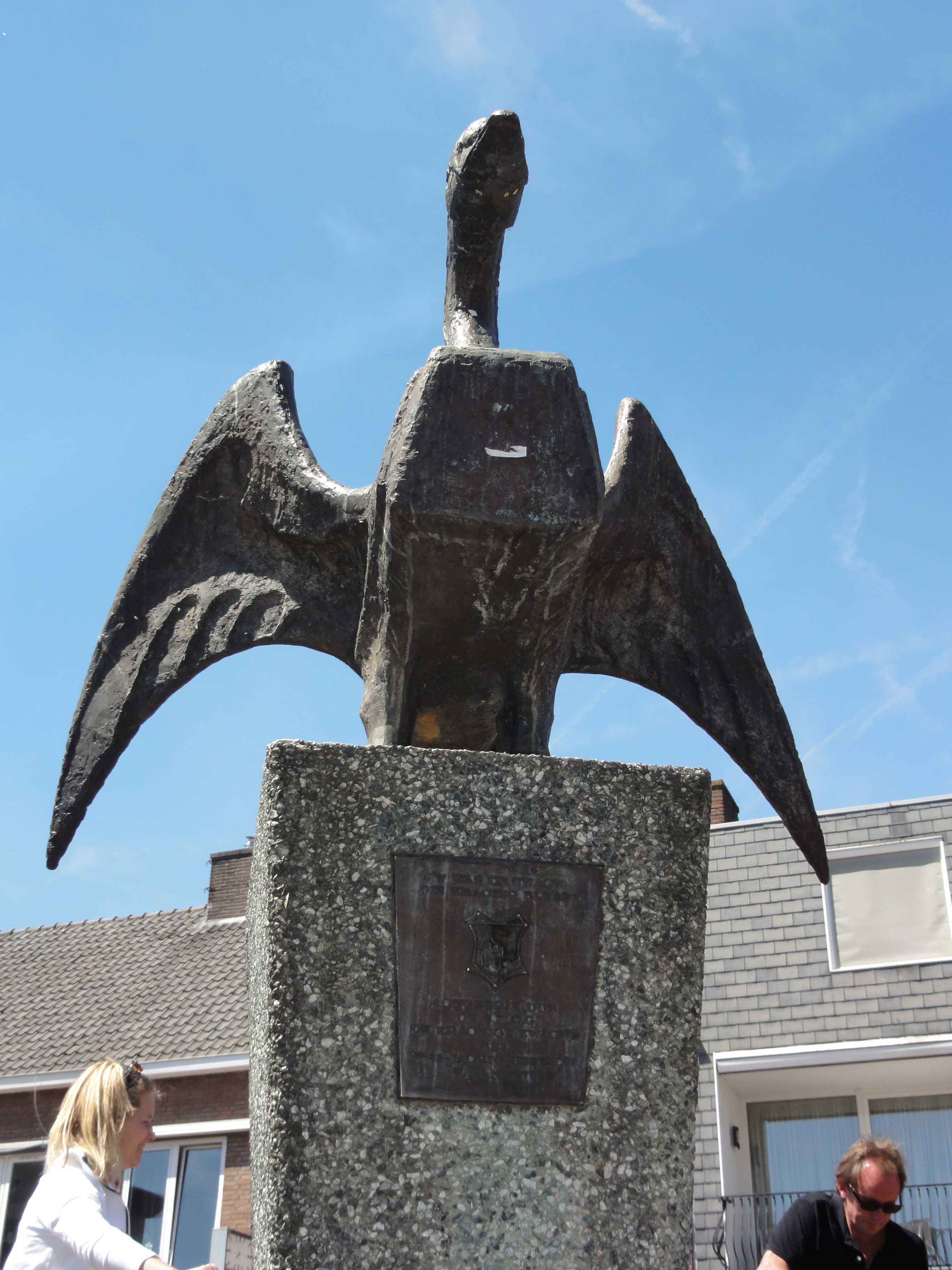
De Zwaon op de mèèrt, 1977
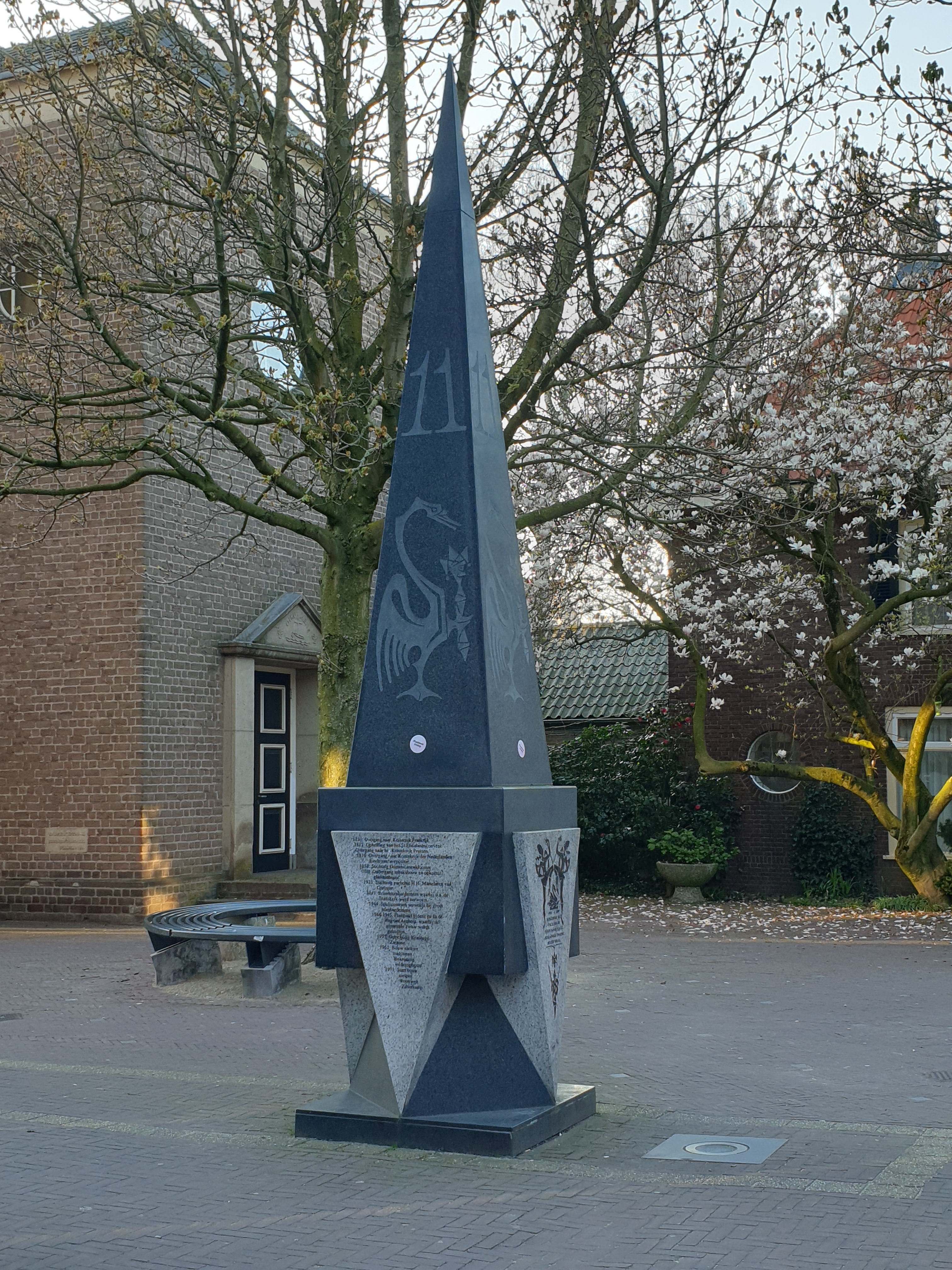
Obelisk, 1999